# 理查德·塔珀
理查德·塔珀（英語：Richard Tapper，1968年5月14日—），加拿大、新西兰男子游泳运动员，主攻自由泳。他曾代表新西兰参加1990年英联邦运动会游泳比赛，获得一枚铜牌。